# Орлово (Гіжицький повіт)
Орлово (пол. Orłowo, нім. Orlowen) — село в Польщі, у гміні Видміни Гіжицького повіту Вармінсько-Мазурського воєводства.
Населення — 357 осіб (2011).
У 1975-1998 роках село належало до Сувальського воєводства.

## Демографія
Демографічна структура станом на 31 березня 2011 року:
|          | Загалом | Допрацездатний вік | Працездатний вік | Постпрацездатний вік |
| -------- | ------- | ------------------ | ---------------- | -------------------- |
| Чоловіки | 185     | 40                 | 135              | 10                   |
| Жінки    | 172     | 41                 | 93               | 38                   |
| Разом    | 357     | 81                 | 228              | 48                   |